# Tromsø IL
Tromsø IL je norský fotbalový klub sídlící ve městě Tromsø. V současnosti hraje nejvyšší norskou fotbalovou soutěž Tippeligaen.
V základní skupině K Evropské ligy 2013/14 obsadil v konkurenci Tottenham Hotspur FC, FK Anži Machačkala a FC Sheriff Tiraspol s 1 bodem konečné 4. místo ve skupině a do jarní vyřazovací fáze nepostoupil.
Klub se představil i ve 2. předkole Evropské ligy UEFA 2014/15 proti faerskému celku Víkingur Gøta, který jej ve dvojzápase vyřadil.

## Historie
Klub byl založen v roce 1920.